# Eugenia ophthalmantha
Eugenia ophthalmantha är en myrtenväxtart som beskrevs av Hjalmar Frederik Christian Kiaerskov. Eugenia ophthalmantha ingår i släktet Eugenia och familjen myrtenväxter. Inga underarter finns listade i Catalogue of Life.